# Sheila Ryan
Sheila Ryan (8 de junho de 1921 - 4 de novembro de 1975) foi uma atriz norte-americana.

## Biografia
Katherine Elizabeth McLaughlin nasceu em Topeka, no estado de Kansas.
Em 1939, com 18 anos se mudou para Hollywood e assinou um contrato de trabalho com a 20th Century Fox. Começou em seus primeiros filmes como Bettie McLaughlin. Adotou o nome de Sheila Ryan nos anos seguintes. Seus filmes memoráveis incluem Great Guns (1941) com Laurel & Hardy, A-Haunting We Will Go (1942), o musical The Gang's All Here estrelado por Alice Faye e Carmen Miranda em 1943, e Something for the Boys (1944). No final dos anos 1940, sua carreira declinou e Sheila Ryan começou a fazer participações em filmes B, de baixo orçamento. Mais tarde, passou a trabalhar com Gene Autry, estrelando vários de seus filmes, incluindo The Cowboys and the Indians (1949), e Mule Train (1950). 

## Vida pessoal
Em 1945, ela se casou com o ator Allan Lane, estrela de filmes de faroeste, mas o casamento terminou em divórcio depois de alguns meses. Seu primeiro marido foi Edward Norris. Em 1952, se casou com o ator Pat Buttram, e permaneceram casados até a morte dela em 1975. Os dois tiveram uma filha juntos, chamada Kathleen Buttram.

## Morte
Seu último filme foi lançado em 1958. Sheila morreu em 4 de novembro de 1975 no Hospital Picture Motion em Woodland Hills, Califórnia, de doença pulmonar. Ela tinha 54 anos. Sua filha Kerry Buttram-Galgano morreu de câncer em 2008.

## Filmografia
- What a Life (1939)
- The Farmer's Daughter (1940)
- The Way of All Flesh (1940)
- Queen of the Mob (1940)
- Those Were the Days! (1940)
- I Want a Divorce (1940)
- The Gay Caballero (1940)
- Dancing on a Dime (1940)
- A Night at Earl Carroll's (1940)
- Life with Henry (1941)
- Golden Hoofs (1941)
- The Mad Doctor (1941)
- Dead Men Tell (1941)
- Dressed to Kill (1941)
- Sun Valley Serenade (1941)
- We Go Fast (1941)
- Great Guns (1941)
- Pardon My Stripes (1942)
- Lone Star Ranger (1942)
- Who Is Hope Schuyler? (1942)
- Footlight Serenade (1942)
- A-Haunting We Will Go (1942)
- Careful, Soft Shoulder (1942)
- Song of Texas (1943)
- The Gang's All Here (1943)
- Ladies of Washington (1944)
- Something for the Boys (1944)
- The Caribbean Mystery (1945)
- Getting Gertie's Garter (1945)
- Deadline for Murder (1946)
- Slightly Scandalous (1946)
- The Lone Wolf in Mexico (1947)
- The Big Fix (1947)
- Heartaches (1947)
- Philo Vance's Secret Mission (1947)
- Railroaded! (1947)
- Caged Fury (1948)
- The Cobra Strikes (1948)
- Hideout (1949)
- Ringside (1949)
- Joe Palooka in the Counterpunch (1949)
- The Cowboy and the Indians (1949)
- Mule Train (1950)
- Western Pacific Agent (1950)
- Square Dance Katy (1950)
- The Lone Ranger (1949-50) (Série de TV)
- Fingerprints Don't Lie (1951)
- Mask of the Dragon (1951)
- Gold Raiders (1951)
- Jungle Manhunt (1951)
- Mark Saber: The Case of the Frightened Husband (1951) (Série de TV)
- The Unexpected: False Colors (1952) (Série de TV)
- I'm the Law: The Model Agency Story (1953) (Série de TV)
- On Top of Old Smoky (1953)
- Death Valley Days: The Bandits of Panamint (1953) (Série de TV)
- Chevron Theatre: The Worried Man (1953) (Série de TV)
- Pack Train (1953)
- Adventures of the Falcon: Snake Eyes (1954) (Série de TV)
- Annie Oakley: The Iron Smoke-Wagon (1954) (Série de TV)
- The Gene Autry Show (1950-1954) (Série de TV)
- Captain Midnight: The Curse of the Pharaohs (1954) (Série de TV)
- Soldiers of Fortune: Escort to Namtok (1955) (Série de TV)
- Damon Runyon Theater: Earthquake Morgan (1955) (Série de TV)
- Ethel Barrymore Theater: The Duke (1956) (Série de TV)
- Street of Darkness (1958)